# Tegalsari (Plered)
Tegalsari is een bestuurslaag in het regentschap Cirebon van de provincie West-Java, Indonesië. Tegalsari telt 8841 inwoners (volkstelling 2010).